# Tercera fitna
La tercera fitna (en árabe: الفتنة الثاﻟﺜـة‎, romanizado: al-Fitna al-thālitha fue una serie de guerras civiles y de revueltas contra el Califato omeya que empezó con el derrocamiento del califa Walid II en 744 y acabó con la victoria de Marwán II sobre varios rebeldes y rivales que le disputaban el califato en el 747. Aun así, la autoridad omeya no se recobró plenamente con Marwán II, y la guerra civil continuó incluso tras el levantamiento abasí (746-750), que puso fin al dominio omeya y estableció en su lugar el abasí en el 749/50. La mezcla entre los dos conflicto hace imposible fijar una fecha clara para el fin de la fitna.

## Usurpación de Yazid III

La expansión del califato musulmán hasta el 750. La provincia en la que Nasr desempeñó la mayor parte de su carrera, el Jorasán, era la más nororiental del imperio árabe.
Estado musulmán a la muerte de Mahoma
Expansión durante el Califato ortodoxo
Expansión durante el Califato omeya
Imperio bizantino

La guerra civil empezó con el derrocamiento de Walid II (743-744), hijo de Yazid II (720-724). Yazid había designado a Walid sucesor de su propio hermano, Hisham ibn Abd al-Málik (724-743), tío, por tanto, de Walid; a pesar de que su ascensión al trono había sido bien recibida en principio debido tanto a la antipatía que había despertado Hisham como a la decisión del nuevo califa de aumentar la paga de los soldados, la opinión sobre él cambió pronto. Se afirma que Walid estaba más interesado en los placeres terrenales que en la religión, reputación que quizá confirma la decoración de los llamados «palacios del desierto» (entre ellos, Qusair Amra y Jirbat al-Mafjar), cuya erección se le atribuye. Algunos omeyas tampoco habían visto con buenos ojos su entronización, y esta hostilidad se agudizó cuando el califa designó herederos suyos a sus dos hijos, menores de edad, e hizo azotar y apresar a su primo, Sulayman ibn Hisham. La persecución a la que sometió a la secta qadariya también avivó la oposición a su autoridad, al igual que su participación en la larga competencia entre los grupos tribales qaisíes (o mudaríes) norteños y kalbíes (o yemeníes) sureños. Como su padre, a Walid se le consideraba favorable a los qaisíes, especialmente tras el nombramiento en calidad de gobernador de Irak de Yusuf ibn Umar al-Thaqafi, y de la tortura y muerte del predecesor yemení de este, Jalid al-Qasri. En todo caso, los bandos no estaban estrictamente delimitados, y hombres de cada uno se pasaban habitualmente al contrario.
En abril del 744, Yazid III, hijo de Walid I (705-715), entró en Damasco. Sus seguidores, animados por muchos kalbíes de los alrededores, se apoderaron de la ciudad y le proclamaron califa. Walid II, que estaba a la sazón en uno de sus palacios del desierto, huyó a al-Bajra, cerca de Palmira. Allí reunió un pequeño ejército de kalbíes y qaisíes de la comarca de Homs, que se desbandó cuando llegó al lugar el ejército de Yazid III, mayor, al mando de Abd al-Aziz ibn al-Hajjaj ibn Abd al-Malik. Walid II fue asesinado, y su cabeza se envió a Damasco. Estalló entonces un levantamiento proqaisí en Homs, acaudillado por el sufianí Abu Muhammad al-Sufyani, pero Sulayman ibn Hisham, que había recobrado la libertad, desbarató su marcha contra Damasco. Abu Muhammad fue encarcelado en Damasco junto los hijos del difunto Walid II.
Durante su breve reinado, Yazid demostró ser un gobernante ejemplar; tomó por modelo al piadoso Umar II (717-720). Favorable a la qadariyya, trató de alejarse del estilo autocrático de gobernar que los críticos atribuían a los califas omeyas. Por ello, prometió acabar con los abusos —fundamentalmente, los impuestos onerosos, el enriquecimiento de los omeyas y sus partidarios, la preferencia por el Levante frente a otras regiones del califato y la larga ausencia de los soldados de sus hogares, por estar empeñados en campañas distantes— e insistió en que no solo había sido escogido por la comunidad en asamblea (shura) en vez de ser designado sin más, sino que esta tenía derecho a destronarlo si desatendía sus obligaciones o si encontraba un candidato más apto para encabezarla. Al mismo tiempo, en su reinado creció nuevamente la influencia de los yemeníes; Yusuf ibn Umar fue destituido y encarcelado tras intentar infructuosamente alzar en rebelión a los qaisíes de Irak. A Yusuf le sucedió en el gobierno de Irak y del este el kalbí Mansur ibn Jumhur, que fue pronto sustituido por el hijo de Úmar II, Abdallah ibn Umar ibn Abd al-Aziz. Durante su breve gobierno, Mansur trató de destituir al gobernador de Jorasán, Nasr ibn Sayar, pero este consiguió conservar el puesto. Yazid falleció en septiembre del 744, al cabo de apenas seis meses en el trono. Había nombrado heredero a su hermano, Ibrahim aparentemente por consejo de la qadariyya, pero este contaba con exiguos apoyos y tuvo que afrontar inmediatamente la rebelión de Marwán II (744-750), nieto de Marwán I (684-685) y gobernador de la Mesopotamia superior.

## Ascenso al poder de Marwán II

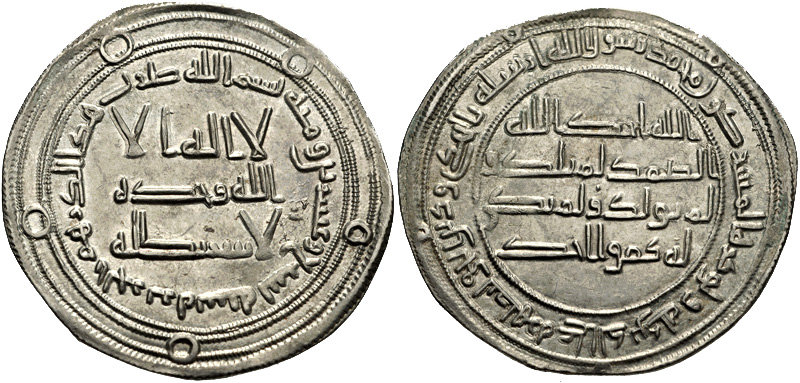
Dírham de planta del califa Marwán II

Marwán, que llevaba varios años supervisando las campañas contra el Imperio bizantino y los jázaros en las fronteras noroccidentales del califato, ya había sopesado reclamar el trono a la muerte de Walid II, pero una rebelión kalbí había amenazado su retaguardia y le había obligado a abandonar la marcha hacia la capital. Yazid III le nombró gobernador de la Mesopotamia Superior, y Marwán se instaló en Harrán, ciudad que dominaban los qaisíes.

### Levante

Mapa del Levante, con sus ciudades principales y divisiones administrativas (yunds) a comienzos del periodo islámico.

Tras el fallecimiento de Yazid, Marwán penetró en Siria, al principio en calidad de adalid de los hijos de Walid II, cautivos. Los qaisíes de los distritos septentrionales de Qinnasrin y Homs se le unieron; siguió avanzando hacia Damasco hasta que, pasado Baalbek, le cortó el paso Sulayman ibn Hisham. Este también era un veterano militar, que mandaba un ejército de partidarios dhakwaniyas y kalbíes del sur de Siria; el choque que siguió acabó con la victoria de Marwán, pero Sulayman pudo escapar a Damasco. Marwán obligó a los cautivos del ejército vencido a prometer lealtad a los hijos de Walid II. A estos y a Yusuf al-Thaqafi los asesinó Yazid ibn Jalid al-Qasri, por orden de Sulayman. Este y sus partidarios, incluido el califa Ibrahim, huyeron seguidamente a Palmira.
Merced a ello, Marwán pudo entrar en Damasco sin combatir en diciembre del 744, y fue proclamado califa. Evitó aplicar represalias y siguió una política conciliadora, dejando que los distritos sirios (ajnad) escogiesen a sus propios gobernadores. Poco más tarde, Sulayman ibn Hisham e Ibrahim claudicaron y volvieron a Damasco a someterse a nuevo califa. La posición de Marwán parecía asegurada, pero entonces decidió trasladar la capital de Damasco a Harrán, centro militar importante. Como indicó Gerald Hawting: «Por primera vez, un califa parecía haber abandonado Siria por completo», pero esto solamente sirvió para atizar la desconfianza y el resentimiento de los vencidos kalbíes hacia Marwán. Como resultado, los kalbíes de Palestina acaudillados por su gobernador, Thabit ibn Nu'aym, se alzaron contra él en el verano del 745. La revuelta se extendió por el Levante, incluso por zonas que se creían leales al califa, dominadas por lo qaisíes, como Homs. Marwán tuvo que volver al Levante y sofocar el alzamiento ciudad por ciudad. Después de subyugar Homs, socorrió Damasco, sometida al asedio de Yazid ibn Jalid al-Qasri, que fue asesinado. A continuación acudió en auxilio de Tiberíades, que cercaba Thabit ibn Nu'aym; venció, apresó y ajustició a este y a sus hijos. Tras atacar Palmira, importante núcleo kalbí, el dirigente kalbí Abrash al-Kalbi también pactó con él.
Tras pacificar aparente el Levante, Marwán reunió en torno a sí a los miembros de la dinastía omeya y ante ellos proclamó herederos a sus dos hijos. Seguidamente pasó a ocuparse de Irak, donde un ejército al mando de Yazid ibn Hubayra intentaba ya someter la provincia a la autoridad del califa. Marwán reunió un nuevo ejército para enviarlo en ayuda de Ibn Hubayra, pero en Rusafa la hueste se amotinó y se sometió a Sulayman ibn Hisham. El ejército rebelde se apoderó de Qinnasrin, y de nuevo gran cantidad de sirios descontentos con Marwán se sumaron a sus filas; el califa, no obstante, hizo venir al grueso de sus fuerzas de Irak y lo venció en los alrededores de Qinnasrin. Sulayman ibn Hisham volvió a refugiarse en Palmira, desde donde pasó luego a Kufa, pero la mayoría de sus tropas se retiró a Homs a las órdenes de su hermano Sa'id, donde pronto la asediaron las fuerzas de Marwán. El sitio duró el invierno de 745-746, pero al final Homs se rindió. Disgustado por las sucesivas revueltas que habían estallado pese a su magnanimidad, Marwán decidió prevenir futuros alzamientos y en el verano del 746 ordenó la demolición de las murallas de las principales ciudades levantinas como Damasco y posiblemente también Jerusalén.

### Egipto e Irak
En Egipto también se agitaron los adversarios de Marwán y de los qaisíes. El gobernador Hafs ibn al-Walid ibn Yusuf al-Hadrami, miembro de la poderosa comunidad árabe, aprovechó la guerra civil para restaurar la antigua hegemonía de esta en los asuntos egipcios: los levantinos fueron expulsados de la capital, Fustat, y Hafs reunió un ejército de treinta mil hombres, al que en su honor se llamó hafsiya, reclutado entre los conversos no árabes (maqamisa y maulas). Marwán envió a Hasán ibn Atahiya para reemplazarlo y ordenó la disolución del ejército hafsiya. Este rehusó hacerlo y se amotinó, asediando al nuevo gobernador en su residencia; este y su sahib al-shurta tuvieron que abandonar Egipto. Hafs, aunque renuente, recuperó el gobierno provincial de manos de los amotinados, que se lo entregaron. Al año siguiente, el 745, Marwán despachó un nuevo gobernador a la región, Hawthara ibn Suhayl al-Bahili, al que acompañó un gran ejército levantino. Aunque sus partidarios querían resistir, Hafs se mostró dispuesto a ceder el cargo. Hawthara tomó Fustat sin resistencia y al punto emprendió una purga de la región; Hafs y varios jefes del hafsiya fueron víctimas de ella.

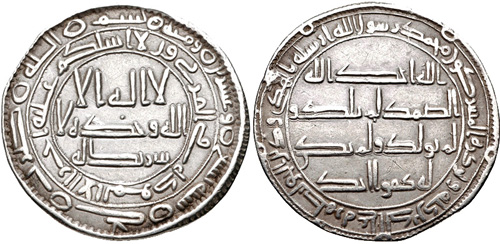
Dírham de plata de Abdallah ibn Mu'awiya, acuñado en Jayy en torno al 746/747.

Mientras, en Irak, la rebelión de Marwán coincidió con un levantamiento álida en Kufa, que acaudilló Abdallah ibn Mu'awiya en octubre del 744. La revuelta fue pronto sofocada por el gobernador fiel a Yazid III, Abdallah ibn Umar, y sus tropas levantinas, pero Ibn Mu'awiya pudo huir a Jibal. Allí reunió a opositores a los omeyas, y fue extendiendo su autoridad por gran parte de Persia, incluyendo la mayor parte del Jibal, Ahvaz, Fars y Kermán. Fijó su residencia primero en Ispahán y luego en Istajr. Marwán II nombró gobernador de Irak a uno de sus partidarios, el qaisí Nadr ibn Sa'id al-Harashi, pero Abdallah ibn Umar mantuvo la lealtad de las tropas levantinas, en su mayoría kalbíes, y durante varios meses los dos gobernadores rivales se enfrentaron en una serie de escaramuzas en torno a al-Hira. El levantamiento jariyí que estalló entre los Banu Rabi'ah de la Mesopotamia Superior puso fin abruptamente a la disputa. Aunque «norteños», los Rabi'a, y especialmente los Banu Shayban, eran enemigos de los mudaríes y qaisíes y rechazaban la autoridad de Marwán II.
Sa'id ibn Bahdal fue el primer cabecilla de la revuelta, pero pronto pereció de peste, y ocupó su lugar Dahhak ibn Qays al-Shaybani. A comienzos del 745, los rebeldes invadieron Irak y vencieron a los dos gobernadores omeyas rivales, que habían unido fuerzas, en abril/mayo del 745. Nadr huyó al Levante a unirse a Marwán, mientras que Ibn Umar y sus seguidores se retiraron a Wasit. En agosto del 745, estos se rindieron, se convirtieron incluso al jariyismo y proclamaron califa a Dahhak —que no era siquiera de la tribu coraichita de Mahoma—. Este nombró a Ibn Umar gobernador de Wasit, Irak oriental y Persia occidental, mientras que se reservó para sí el gobierno de Irak occidental, desde Kufa a poniente. Aprovechando la rebelión levantina contra Marwán, Dahhak regresó a la Mesopotamia Superior —probablemente en la primavera del 746— y, mientras el califa omeya estaba enfrascado en el asedio de Homs, se adueñó de Mosul. Reunió nuevos partidarios, bien contrarios a Marwán como Sulayman ibn Hisham y sus dhakwaniya, bien hombres atraídos por la buena soldada que abonaba; se afirma que su ejército alcanzó los ciento veinte mil soldados. Marwán envió a su hijo Abdallah a enfrentarse a Dahhak, pero el caudillo jariyí lo cercó en Nísibis. Cuando por fin rindió Homs, el propio Marwán marchó contra Dahhak, al que venció y mató en una batalla que se disputó en al-Ghazz, en Kafartuta, en agosto/septiembre del 746; los jariyíes tuvieron que evacuar la Mesopotamia Superior. Estos escogieron a Abu Dulaf para sustituir al difunto Dahhak, y por consejo de Sulayman ibn Hisham, se retiraron a la orilla oriental del Tigris. Como Marwán no dejaba de reunir nuevas fuerzas, tuvieron que abandonar esta posición y replegarse más al este. Marwán despachó entonces a Yazid ibn Hubayra para que tomase posesión de Irak, cosa que este logró durante el verano del 747, tras derrotar al gobernador jariyí de Kufa, al que arrebató la ciudad, y marchar contra Wasit, donde hizo cautivo a Abdallah ibn Umar.
El sometimiento de Irak a Marwán dejó a Abdallah ibn Mu'awiya como único cabecilla importante de la oposición al califa omeya, y en sus dominios de Persia occidental buscaron amparo los vencidos jariyíes de Irak y el resto de adversarios de Marwán, incluidos miembros de la familia omeya —entre los que descollaba Sulayman ibn Hisham— e incluso unos cuantos abasíes. No obstante, pronto Ibn Mu'awiya' sufrió una grave derrota a manos de uno de los generales de Ibn Hubayra. Huyó a Jorasán, donde lo ajustició el caudillo abasí Abu Muslim; por su parte, Sulayman ibn Hisham y Mansur ibn Jumhur escaparon a la India, donde permanecieron hasta su muerte.

## Jorasán y la revuelta abasí
Jorasán, la provincia más nororiental del califato, también había sufrido las consecuencias de la guerra civil. La entronización de Yazid III supuso una amenaza para el veterano gobernador, Nasr ibn Sayar, ya que los numerosos yemeníes de la región deseaban sustituirlo por su preferido, Juday al-Kirmani. Nasr intentó asegurar su posición privando a al-Kirmani de su liderazgo de la tribu Azd, y ganándose el favor de los notables de esta y de la tribu Rabi'ah, pero sus esfuerzos fracasaron y solo consiguieron desencadenar una gran rebelión de estas tribus, acaudillada por al-Kirmani.  El antagonismo intertribal, característico de la última etapa del gobierno omeya, quedó patente en el motivo que los rebeldes dieron al alzamiento: la venganza de los muhallábidas, una familia de los Azd que había sido purgada por el califa tras haberse rebelado en el 720, y que se había convertido en símbolo del resentimiento yemení hacia los omeyas y su régimen, dominado por los árabes septentrionales. Nasr encarceló al-Kirmani en la capital provincial, Merv, pero este escapó en el verano del 744. Pese a que Nasr fue confirmado en el cargo por Yazid, la rebelión se extendió entre los árabes del Jorasán, así que Nasr hubo de recabar la ayuda del rebelde desterrado al-Hariz ibn Surayj. Al-Kirmani había desempeñado un papel destacado en la derrota de este años atrás, y el origen norteño (tamimí) de Ibn Surayj hacía de este un enemigo natural de los yemeníes. Sin embargo, Ibn Surayj tenía otros planes: reunió en torno a sí a muchos tamimíes y árabes desafectos de la provincia y marchó contra Merv en marzo del 746. Tras fracasar en el golpe, pactó con al-Kirmani.
Como Marwán II seguía enfrascado en consolidar su poder en el Levante y Mesopotamia, y los jariyíes de Ibn Mu'awiya dominaban todavía la Persia occidental, Nasr no podía contar con recibir refuerzos del califa. Los ejércitos coligados de Ibn Surayj y al-Kirmani lo expulsaron de Merv hacia finales de año, y hubo de replegarse a Nishapur, centro qaisí. A los pocos días, al-Kirmani y Ibn Surayj se enemistaron y se enfrentaron; Ibn Surayj falleció. Al-Kirmani derruyó entonces el barrio tamimí de la ciudad, un acto inaudito, puesto que la cultura árabe consideraba que la guerra debía respetar las moradas. Esto hizo que las tribus mudaríes, que hasta entonces habían mantenido una actitud tibia hacia Nasr, se pasasen a sus filas. Respaldado por ellas, especialmente por los qaisíes asentados en torno a Nishapur, Nasr se decidió a recuperar la capital provincial. Durante el verano del 747, los ejércitos de Nasr y de al-Kirmani se confrontaron ante las murallas de Merv; ocupaban dos campamentos fortificados y disputaron diversas escaramuzas a lo largo de varios meses. La lucha cesó únicamente cuando llegó la noticia del alzamiento hashimí de Abu Muslim. Los dos bandos entablaron negociaciones, que estuvieron a pique de romperse cuando un miembro del séquito de Nasr, un amargado hijo de Ibn Surayj, asesinó a al-Kirmani. Los más moderados lo evitaron y permitieron que se alcanzase un acuerdo y que Nasr volviese a Merv.

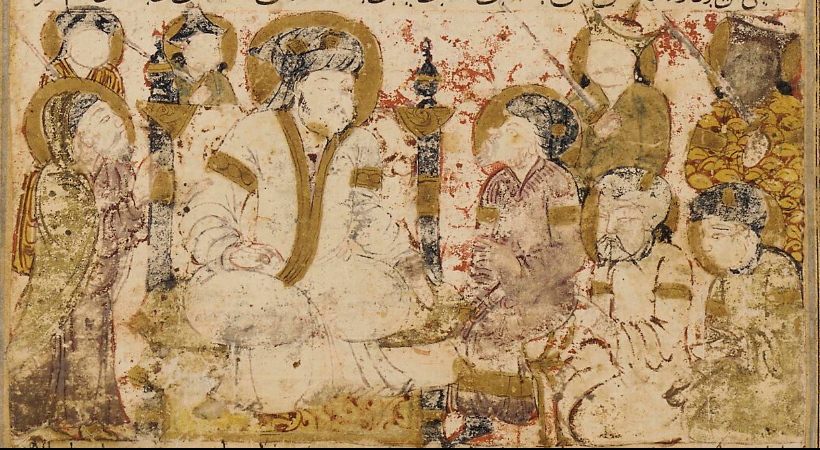
Proclamación de Abu'l-Abbas al-Saffah como primer califa abasí; representación de la Tarijnama de Balami.

Los estudiosos no concuerdan sobre los orígenes exactos y la naturaleza del movimiento hashimiya, pero en la década del 740 este abogaba por el derrocamiento de los omeyas y su sustitución por alguien escogido de la familia de Mahoma, y tenía abundantes partidarios entre los árabes del Jorasán. En 746 o 747, el imán abasí, Ibrahim, envió a Abu Muslim al Jorasán para hacerse cargo de la dirección de los miembros de la secta en la región y someterlos más directamente a los abasíes. En poco tiempo Abu Muslim se hizo con la jefatura de los hashimiya jorasaníes, y en el verano del 747, en el pueblo de Sikadanj habitado por yemeníes, desplegó sus banderas negras y dirigió la plegaria en nombre del imán abasí, actos con los que dio comienzo el levantamiento abasí contra los omeyas. Abu Muslim aprovechó la frágil tregua entre mudaríes y yemeníes; persuadió a Alí, hijo y sucesor de al-Kirmani, de que Nasr había estado implicado en el asesinato de su padre. En consecuencia, tanto Alí al-Kirmani como Nasr solicitaron la colaboración de Abu Muslim contra el otro; el rebelde obtuvo así la llave del poder regional. Finalmente optó por respaldar a al-Kirmani. El 14 de febrero del 748, el ejército hashimí ocupó Merv. Nasr tuvo que huir nuevamente a Nishapur; Abu Muslim encargó su persecución a Qahtaba ibn Shabib al-Ta'i. Nasr hubo de abandonar también Nishapur tras la derrota de su hijo Tamim en Tus; se replegó a la región de Qumis, en las fronteras occidentales de Jorasán. Llegaron entonces los ansiados refuerzos enviados por el califa, pero su general y Nasr no se coordinaron, por lo que Qahtaba pudo batir separadamente al ejército califal Gorgán en agosto del 748 y tomar Rayy. Tras conquistar Nishapur, Abu Muslim afianzó su posición en el Jorasán haciendo asesinar a Alí ibn Juday al-Kirmani y a su hermano Uthman.
El hijo de Qahtaba, Hasán ibn Qahtaba, dirigió el asedio de Nehavend, donde se refugiaron los restos de los ejércitos califales y los seguidores de Nasr ibn Sayar. En marzo del 749, Qahtaba venció a otro ejército califal aún mayor cerca de Ispahán. Sin esperanza de recibir socorros, Nehavend capituló dos o tres meses más tarde, lo que franqueó el paso de los rebeldes a Irak. Qahtaba dirigió su ejército a Kufa, pero le cerró el paso el gobernador omeya Yazid ibn Hubayra. Tras un combate en el que pereció Qahtaba la noche del 27 de agosto del 749, Ibn Hubayra tuvo que replegarse a Wasit, y Hasán ibn Qahtaba entró en Kufa al frente de los partidarios de los abasíes el 2 de septiembre. Como el imán Ibrahim había sido apresado y ajusticiado por Marwán II, le sucedió en el cargo su hermano Abu'l-Abbas, a quien los jefes del ejército rebelde proclamaron califa el 28 de noviembre. En enero del 750, en la batalla del Gran Zab, el ejército abasí debeló al omeya que mandaba Marwán II en persona. Este huyó al Levante y luego a Egipto, perseguido por sus enemigos; allí fue finalmente capturado y ejecutado en agosto del 750, acto que puso punto final al califato omeya.